# جيمس دوولي (سياسي)
جيمس دوولي هو قاضي وسياسي أمريكي، ولد في 1886، وتوفي في 1960.